# Гагауз, Мирон Ульянович
Мирон Ульянович Гагауз (гаг. Miron Gagauz; род. 2 января 1954, с. Табаки, Болградский район, Одесская область, УССР) — молдавский политический деятель. Министр транспорта и дорожного хозяйства с 19 апреля 2005 по 23 января 2007 года во втором правительстве Василия Тарлева.
В 1969 году окончил среднюю школу и пошёл в железнодорожный колледж города Одесса. В 1973—1975 годах служил в Советской армии.
Занимал пост министра транспорта и дорожного хозяйства с 19 апреля 2005 года по 23 января 2007 год.
С 2000 по 2009 год занимал должность директора государственного предприятия «Железная дорога Молдовы».
16 декабря 2009 года назначен на должность главного инженера службы движения.